# Liwa (Oman)
Liwa ist eine Ortschaft mit ca. 5500 Einwohnern im Sultanat Oman. Liwa liegt direkt am Persischen Golf und an der Küstenautobahn Route 1. Liwa ist administrativ auch ein Wilaya des Gouvernements Schamal al-Batina.